# أريال حورية البحر
أريال حورية البحر (بالإنجليزية: Ariel the Little Mermaid)‏، هي لعبة فيديو أمريكية من تطوير ستوديو بلوسكاي سوفتوير، ومن نشر شركة سيجا اليابانية، صدرت اللعبة في الأسواق سنة 1992، وتعمل اللعبة لعدة منصات، ومنها ميجا درايف، لعبة مقتبسة من الفيلم حورية البحر وهي مرخصة من شركة والت ديزني الأمريكية.